# هيدأوت (يوتا)
هيدأوت (بالإنجليزية: Hideout, Utah)‏ هي بلدة تقع بولاية يوتا في الولايات المتحدة. تأسست عام 2008، تبلغ مساحتها (كم²)، وترتفع عن سطح البحر 2008 م، بلغ عدد سكانها 678 نسمة في عام 2012 حسب إحصاء مكتب تعداد الولايات المتحدة .

## التركيبة السكانية
حدّد مكتب تعداد الولايات المتحدة بيانات التركيبة السكانية لهيدأوت في تعداد الولايات المتحدة. في ما يلي، التركيبة السكانية حسب تعدادي 2000 و2010.

### تعداد عام 2010
بلغ عدد سكان هيدأوت 656 نسمة بحسب تعداد عام 2010، وبلغ عدد الأسر 191 أسرة وعدد العائلات 135 عائلة مقيمة في البلدة. في حين سجلت الكثافة السكانية 62.4 نسمة لكل كيلومتر مربع (161.6/ميل2). وبلغ عدد الوحدات السكنية 217 وحدة بمتوسط كثافة قدره 20.6 لكل كيلومتر مربع (53.4/ميل2).
وتوزع التركيب العرقي للبلدة بنسبة 46.04% من البيض و1.07% من الأمريكيين الأفارقة و0.15% من الأمريكيين الأصليين و0.46% من الأمريكيين ذوي الأصول الآسيوية و51.52% من الأعراق الأخرى و0.76% من عرقين مختلطين أو أكثر و76.98% من الهسبانيون أو اللاتينيون من أي عرق.
بلغ عدد الأسر 191 أسرة كانت نسبة 53.9% منها لديها أطفال تحت سن الثامنة عشر تعيش معهم، وبلغت نسبة الأزواج القاطنين مع بعضهم البعض 42.9% من أصل المجموع الكلي للأسر، ونسبة 16.8% من الأسر كان لديها معيلات من الإناث دون وجود شريك،  بينما كانت نسبة 11% من الأسر لديها معيلون من الذكور دون وجود شريكة وكانت نسبة 29.3% من غير العائلات. تألفت نسبة 19.4% من أصل جميع الأسر من عدة أفراد يعيشون في نفس المنزل ونسبة 1.6% كانت تتألف من شخص يعيش بمفرده يبلغ من العمر 65 عاماً أو أكثر. وبلغ متوسط حجم الأسرة المعيشية 3.43، أما متوسط حجم العائلات فبلغ 3.87.
بلغ العمر الوسطي للسكان 24.8 عاماً. وكانت نسبة 37.5% من القاطنين تحت سن الثامنة عشر، وكانت نسبة 13% بين الثامنة عشر والرابعة والعشرين عاماً، ونسبة 38.9% كانت واقعةً في الفئة العمرية ما بين الخامسة والعشرين والرابعة والأربعين عاماً، ونسبة 10.2% كانت ما بين الخامسة والأربعين والرابعة والستين، ونسبة 0.5% كانت ضمن فئة الخامسة والستين عاماً فما فوق. وتوزع التركيب الجنسي للسكان بنسبة 53.8% ذكور و46.2% إناث.

## وصلات خارجية
- The US50 - Cities and Towns in Utah State
- Utah Cities and Towns, Facts, Map, Flag, Colleges, Government, and More